# Bohaté Málkovice
Bohaté Málkovice é uma comuna checa localizada na região de Morávia do Sul, distrito de Vyškov.